# Lucie Laurier

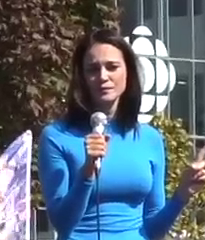
Lucie Laurier, 2020

Lucie Laurier (* 19. März 1975 in Longueuil, Québec) ist eine kanadische Schauspielerin.

## Leben
Lucie Laurier hat acht ältere Geschwister, darunter die Schauspielerin Charlotte Laurier. Ihre Mutter Jeanne stammt aus dem französischen Teil Kanadas, und ihr Vater Raymond kommt aus Frankreich. 1981 stellte Laurier das Kind im Stück Der kaukasische Kreidekreis von Bertolt Brecht auf der Bühne dar. 1985 wurde sie Mitglied im Cirque du Soleil und trat als Akrobatin auf. Ein Jahr später verließ sie ihn um nach Frankreich zu gehen und besuchte noch fünf Jahre eine Zirkusschule.
1987 wurde Laurier als beste Nebendarstellerin für ihre Rolle im Filmdrama Anne Trister von Regisseurin Léa Pool für einen Genie Award nominiert. In der erfolgreichen kanadischen Fernsehserie Emilie (Les Filles de Caleb) (1990) spielte sie die Titelfigur in jungen Jahren. Bereits im Alter von 15 verließ Laurier ihre Eltern und bezog eine Wohnung in Montreal. 1992, mit 17 Jahren, brachte sie ihren Sohn Timothy zur Welt. Im Film Chili’s Blues (C’était le 12 du 12 et Chili avait les blues) (1994) von Regisseur Charles Binamé bekam sie die Haupt- und Titelrolle. Sie porträtierte darin ein junges depressives Mädchen, das bei einer Zufallsbekanntschaft, dargestellt von Roy Dupuis, Liebe sucht. In einer kleineren Rolle trat sie im Spionage-Thriller The Assignment – Der Auftrag (1997) von Regisseur Christian Duguay auf. 1997 übersiedelte sie nach Los Angeles und wirkte in Dr. Mumford (Mumford) (1999) von Lawrence Kasdan mit. Im Jahr 2001 kehrte sie wieder in ihre Heimat nach Montreal zurück, wo sie Filme in Englisch und Französisch dreht. In mittelgroßen Nebenrollen war sie in zwei Komödien zu sehen, nämlich als Postlerin in Die große Verführung (La grande séduction) (2003) von Jean-François Pouliot und als Polizistin in C’est pas moi… c’est l’autre! (2004) von Alain Zaloum mit Roy Dupuis. In der Actionkomödie Good Cop Bad Cop (2006) von Regisseur Eric Canuel spielte sie an der Seite von Patrick Huard.
Laurier singt auch auf Alben von Bran Van 3000 und Jean Loup und tritt in Musikvideos auf.

## Filmografie (Auswahl)
- 1986: Anne Trister – Zwischenräume (Anne Trister)
- 1987: Henri
- 1987: Le diable à quatre
- 1990: Emilie (Les Filles de Caleb, Fernsehserie, Episode 1x01)
- 1990: Chambres en ville (Fernsehserie, 6 Episoden)
- 1991: Love-moi
- 1992: Avec un grand A (Fernsehserie, Episode 7x01)
- 1994: Chili’s Blues (C’était le 12 du 12 et Chili avait les blues)
- 1995: Gabrielles schwarze Liste (Liste noire)
- 1997: Strip Search – Netz des Verbrechens (Strip Search)
- 1997: The Assignment – Der Auftrag (The Assignment)
- 1999: Dr. Mumford (Mumford)
- 2001: Stiletto Dance
- 2001: Sag kein Wort (Don’t Say a Word)
- 2003: Die große Verführung (La Grande séduction)
- 2003–2004: Virginie (Fernsehserie)
- 2004: C’est pas moi… c’est l’autre!
- 2006: Good Cop Bad Cop (Bon Cop, Bad Cop)
- 2006: René Lévesque (Fernsehserie, 6 Episoden)
- 2006: À part des autres
- 2006–2007: François en série (Fernsehserie, 8 Episoden)
- 2008: Nitro
- 2008: Le négociateur (Fernsehserie, 4 Episoden)
- 2008: Dirty Money – Undercover (Dirty money, l’infiltré)
- 2011: Monsieur Papa
- 2012: Second Coming
- 2013: The Auction (Le démantèlement)
- 2013: Manigances – Notice Rouge
- 2016: Hibou
- 2016: Prémonitions (Fernsehserie, 9 Episoden)
- 2017: Bon Cop Bad Cop 2
- 2019: Mont Foster